# Дейкен
Дейкен (нід. Dijken) — село в нідерландській провінції Фрисландія. Входить до муніципалітету Фріске-Маррен.
Його площа становить 4,74 км², а населення станом на 2021 рік складало 55 осіб.
Перша згадка про населений пункт датується 1505 роком.